# Serie 3000

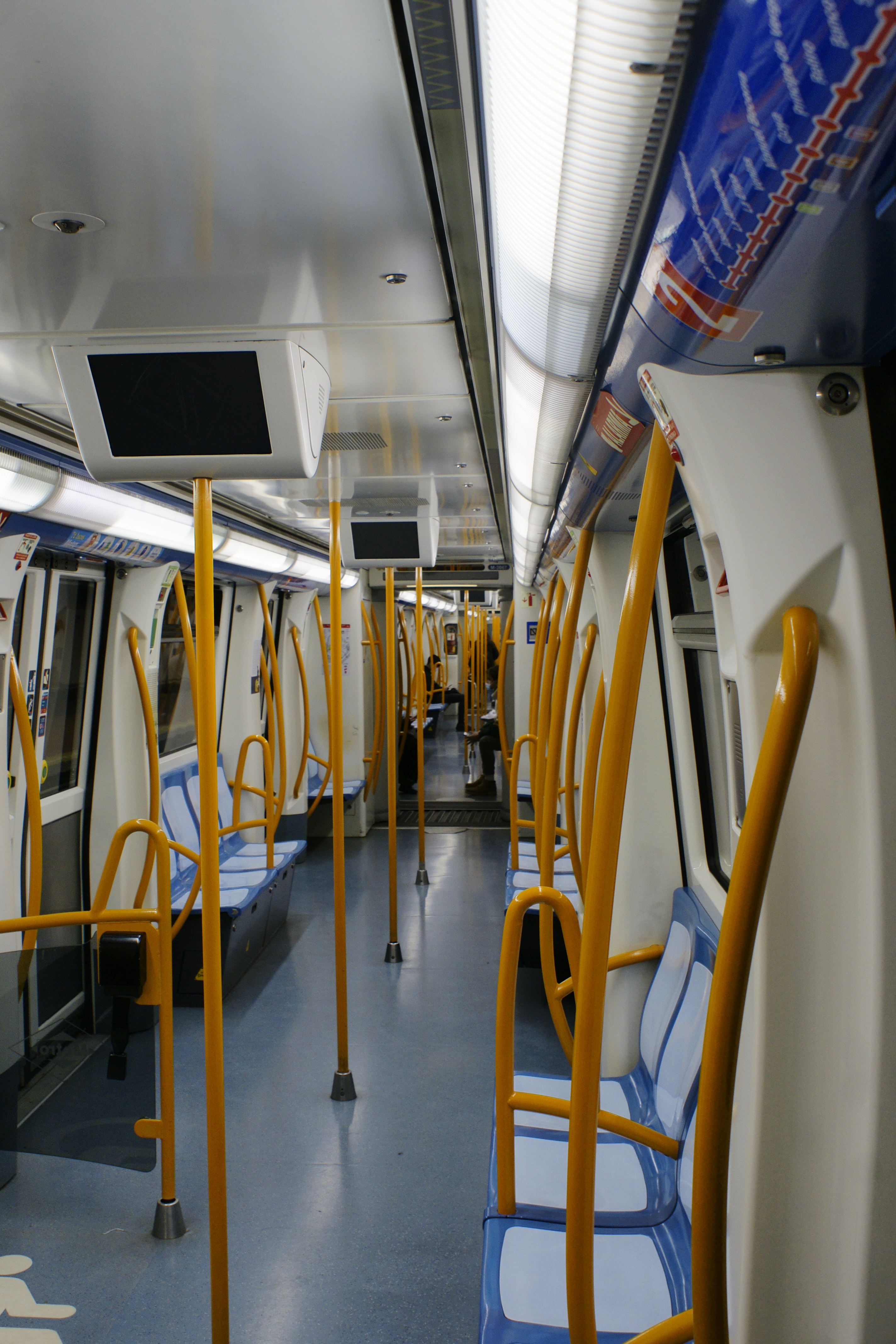
Interior de uno de los coches.

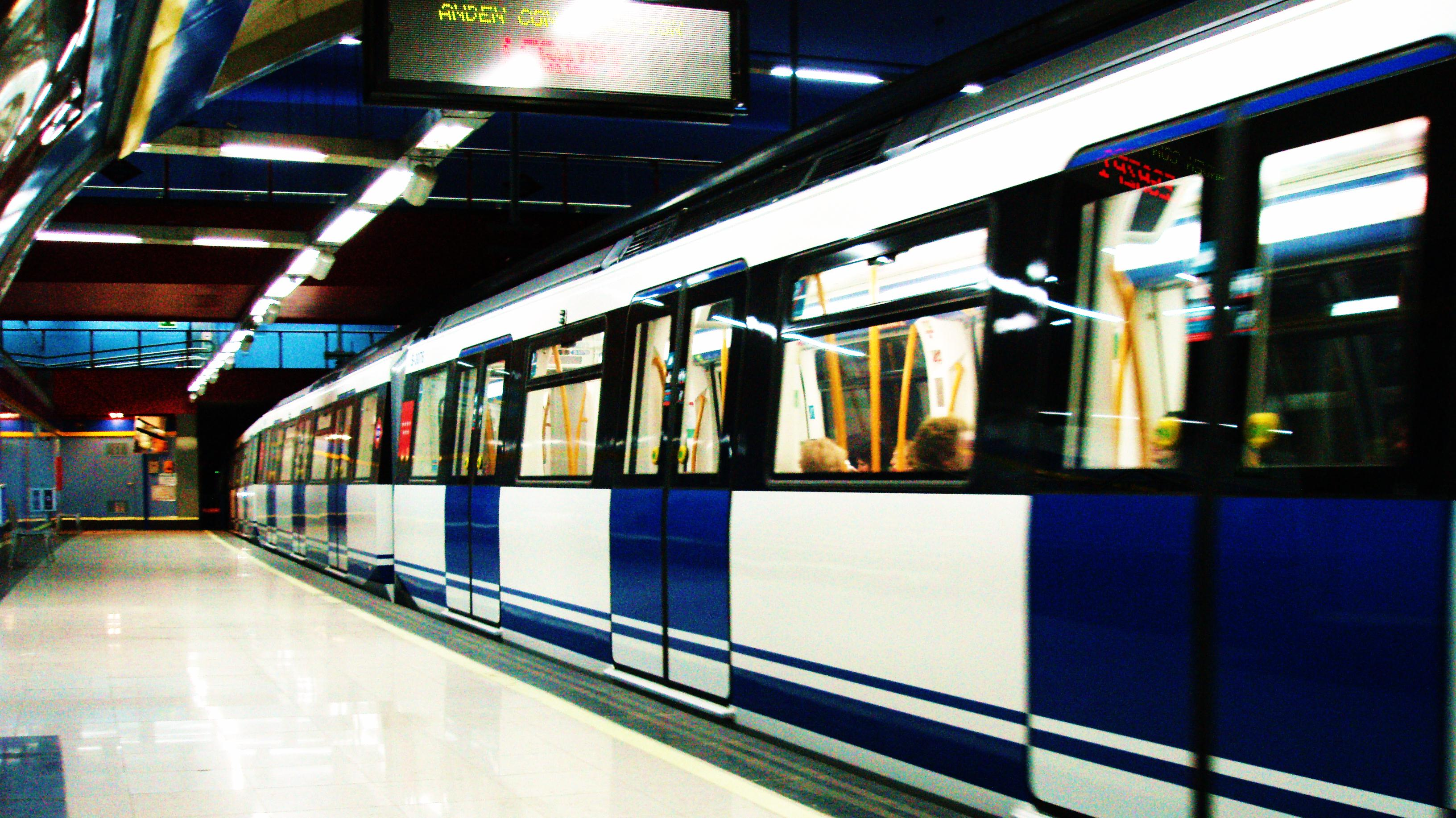
Unidad en Ventura Rodríguez.

La serie 3000 es una serie de unidades eléctricas del Metro de Madrid construidas por CAF, con diversos materiales de Siemens y Bombardier, durante el año 2006 y que prestan servicio a las líneas 2, 3, 4, 5 y Ramal.

## Características
La serie 3000 consta de coches de gálibo estrecho (ancho de vía 1445 mm y 2.30 m de ancho del tren) que tienen un diseño moderno, basado en la serie 8000 de gálibo ancho, y un fuelle que permite la conexión entre coches mediante un pasillo diáfano, y además constan de varias mejoras tecnológicas de última generación.

### Unidades
Existen dos tipos de unidades eléctricas: seis coches (dos coches motores con cabina, dos remolques y dos motores sin cabina; M-R-S-S-R-M) monotensión (sólo pueden funcionar a una tensión determinada) a 1500 Vcc, y cuatro coches (tres motores y un remolque; M-R-S-M) bitensión (pueden funcionar con dos tensiones diferentes) a 600 y 1500 Vcc con las mismas prestaciones para las dos tensiones. La unidad de 4 coches se puede ampliar hasta 6 coches.

### Interior
Todos los coches se encuentran revestidos con plásticos en el interior y cuentan con trampillas de aluminio para ventilación en la parte superior, además de un sistema de climatización y de extinción de incendios.
Todos los coches M cuentan con 16 asientos. Además disponen cada uno de una plaza reservada para sillas de ruedas que cuenta con cinturón de seguridad. Para permitir el acceso de las personas con discapacidad a dicha plaza, la primera puerta doble de cada lado del coche motor cuenta con un novedoso sistema que «tapa» el hueco entre coche y andén. Los coches R y S cuentan con 26 asientos.
Cada coche tiene seis puertas dobles accionadas eléctricamente por un microprocesador y con un paso libre de 1300 mm. La altura del piso con respecto a la vía es de 1110 mm.

### Sistema de tracción
El sistema de tracción, a base de componentes tipo IGBT, es trifásico, con los últimos avances en electrónica de potencia. Los bogies motores disponen cada uno de dos motores trifásicos asíncronos Siemens. Además, los bogies están insonorizados, para emitir el mínimo ruido posible. Todas las unidades disponen de freno eléctrico y neumático mediante disco. Todo el freno eléctrico devuelve energía a la red con la frenada.

### Confortabilidad y tecnologías
Para hacer más confortable y seguro el viaje de los usuarios en el Metro, cada unidad dispone de:
- Aire acondicionado.
- Altavoces y teleindicadores luminosos para informar a los viajeros de la siguiente estación y el lado de apertura de puertas
- Megafonía entre el conductor y los viajeros.
- Carteles exteriores de línea y de número de tren.
- Tres intercomunicadores por coche asociados a los tiradores de freno (uno cada dos puertas) y seis monitores de televisión.
- Circuito cerrado de videovigilancia con dos cámaras por coche.
- Comunicación tren-tierra y control automático del tren por radio y por banda ancha sin cables.
- Sistema de protección ante el choque (incluye caja negra).
- Sistemas de emergencia, detección y extinción de incendios y evacuación.
- Prestaciones ante el choque frontal (absorción de energía de choque) y fuego (materiales ignífugos).

## Líneas en que circulan

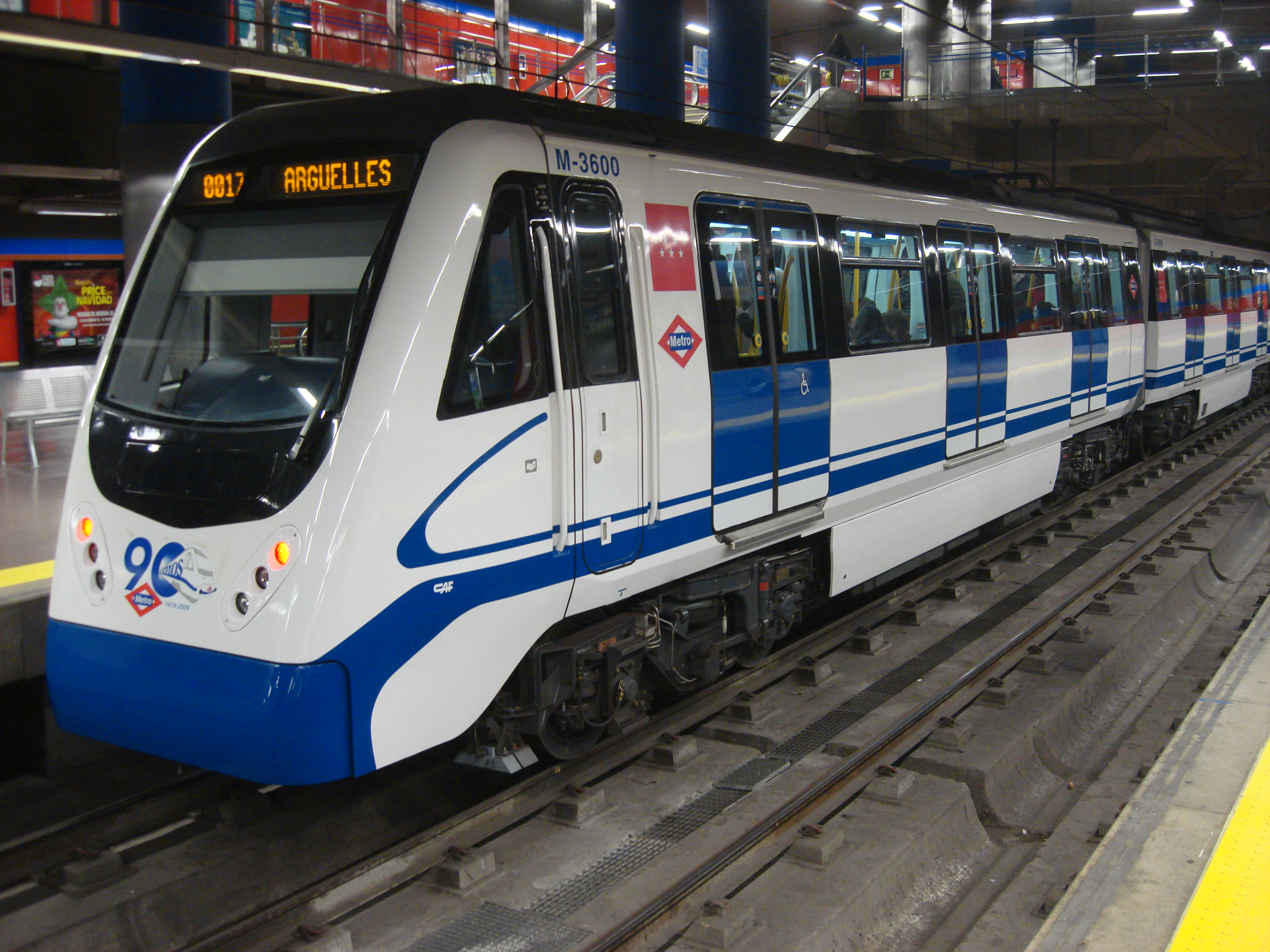
Una unidad 3000 en Mar de Cristal.

Esta serie es la llamada a sustituir a la serie 2000, y por tanto, sólo presta servicio en líneas de gálibo estrecho.
En marzo de 2008 empezaron a circular por las líneas 2, 3 y 4, y desde el 3 de agosto de 2010 lo hacen por el Ramal. Comenzaron a circular por la línea 3 con su reapertura tras las obras, el 30 de septiembre de 2006. Por la línea 3 circulan en composiciones de seis coches MRSSRM (S motriz sin cabina) monotensión a 1500 Vcc, cuya numeración arranca en el 3001-3006, mientras que por las líneas 2, 4 y Ramal circulan en composiciones de 4 coches MRSM bitensión, cuya numeración arranca por el 3403-3408.
Desde el 13 de junio de 2018 circulan por la línea 5 doce trenes de esta serie, que fueron transformados en unidades bitensión para poder prestar servicio en esta línea.
A pesar de que la línea 1 también es de gálibo estrecho, los trenes de esta serie no circulan en dicha línea.